# Crainville
Crainville és una població dels Estats Units a l'estat d'Illinois. Segons el cens del 2000 tenia 992 habitants.

## Demografia
Segons el cens del 2000, Crainville tenia 992 habitants, 425 habitatges, i 265 famílies. La densitat de població era de 273,6 habitants/km².
Dels 425 habitatges en un 31,8% hi vivien nens de menys de 18 anys, en un 49,6% hi vivien parelles casades, en un 11,5% dones solteres, i en un 37,6% no eren unitats familiars. En el 32,5% dels habitatges hi vivien persones soles el 12,9% de les quals corresponia a persones de 65 anys o més que vivien soles. El nombre mitjà de persones vivint en cada habitatge era de 2,33 i el nombre mitjà de persones que vivien en cada família era de 3,01.
Per edats la població es repartia de la següent manera: un 24,2% tenia menys de 18 anys, un 9,3% entre 18 i 24, un 29,8% entre 25 i 44, un 23,7% de 45 a 60 i un 13% 65 anys o més.
L'edat mediana era de 37 anys. Per cada 100 dones de 18 o més anys hi havia 81,6 homes.
La renda mediana per habitatge era de 35.750 $ i la renda mediana per família de 48.021 $. Els homes tenien una renda mediana de 34.219 $ mentre que les dones 20.972 $. La renda per capita de la població era de 17.911 $. Aproximadament el 6,6% de les famílies i el 8,8% de la població estaven per davall del llindar de pobresa.

## Poblacions properes
El següent diagrama mostra les poblacions més properes.